# Boswellia sacra
Boswellia sacra, ou árvore do incenso, é uma espécie arbórea da família Burseraceae. 

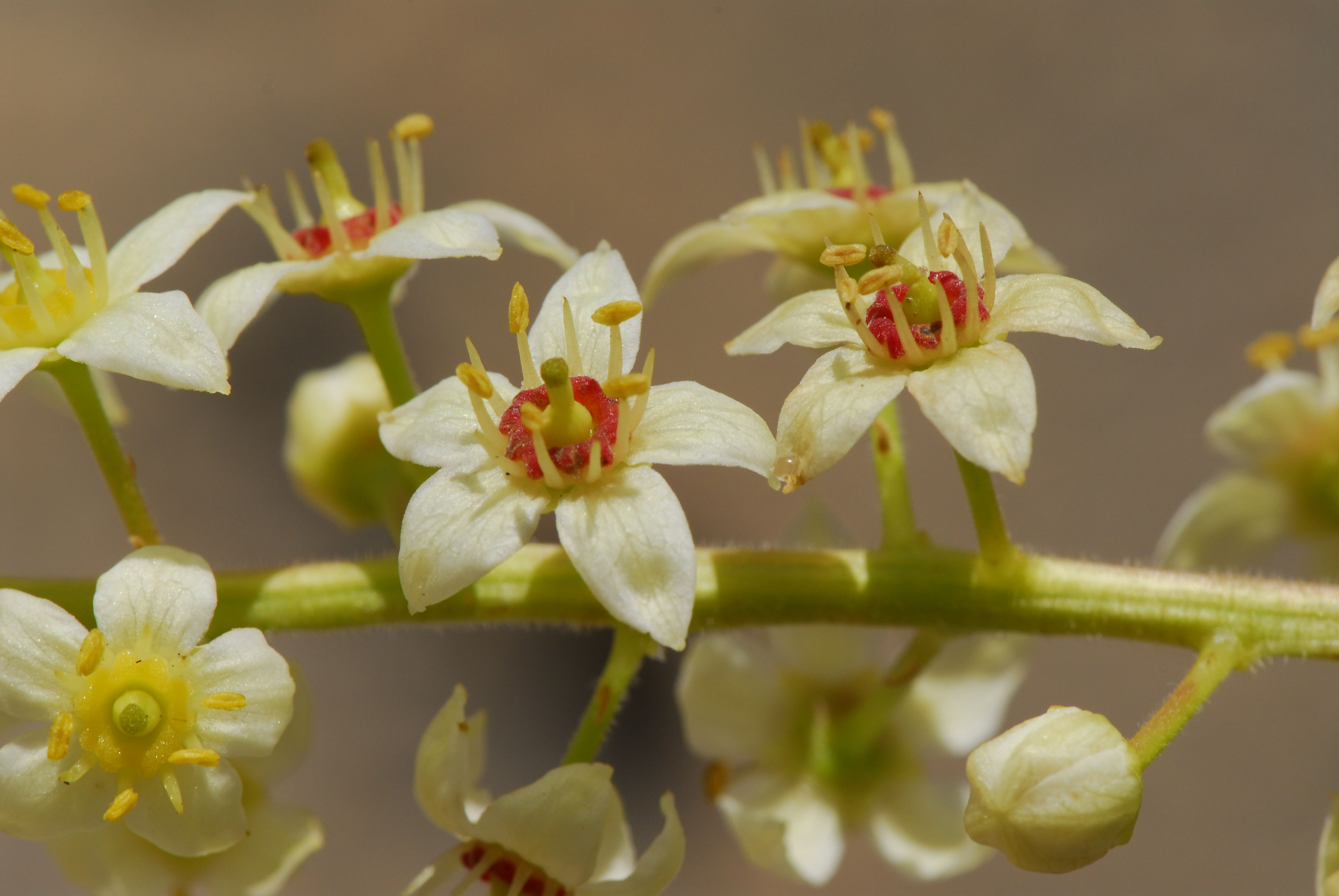
Pormenor das flores

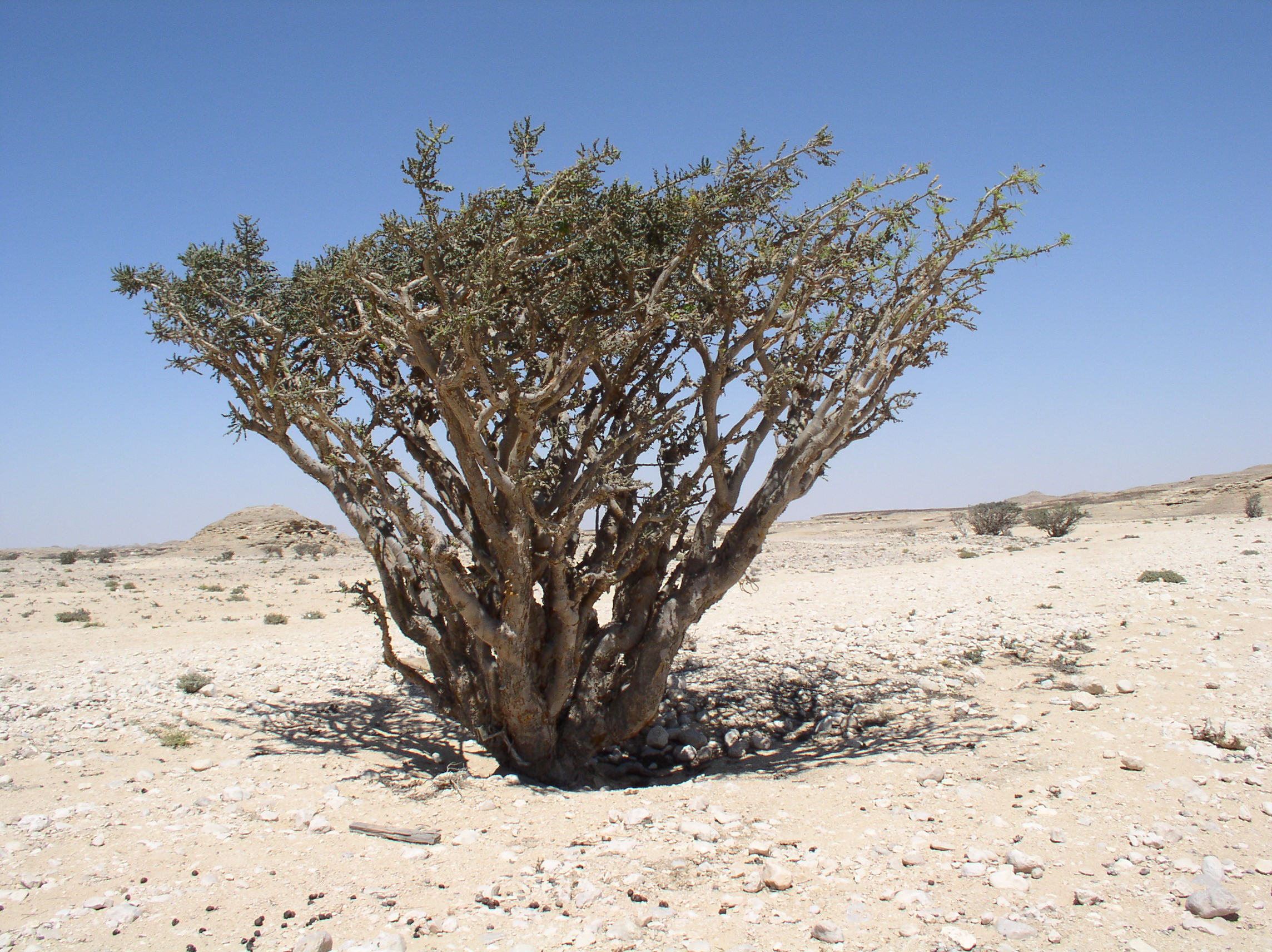
No seu habitat

## Características
Esta espécie de Boswellia é uma pequena árvore de folhas caducas (folha não não persistente), que alcança uma altura de 2 a 8 metros, com um ou vários vários talos. A sua casca tem a textura do papel e pode-se extrair facilmente. As folhas compostas e ímpares (número ímpar de folíolos) crescem ao longo dos ramos de forma oposta. As suas flores são diminutas e de um branco amarelado, aparecendo reunidas em racemos axilares; estão compostas de cinco pétalas de dez estames e um cálice de cinco dentes. O fruto é uma cápsula de aproximadamente 1 cm de comprimento. As folhas novas estão recobertas por uma fina plumagem.
Os indivíduos que crescem nas encostas escarpadas desenvolvem um toco em forma de almofada, na base do tronco que adere à rocha e lhes assegura uma certa estabilidade.

## Habitat
A árvore do incenso distribui-se pela Somália, Etiópia, Iémen e Omã. Alguns botânicos consideram que a variedade da Somália é uma espécie distinta denominada B. carteri.
Esta árvore cultiva-se também nas regiões secas do nordeste da África e a sul da península Arábica. Tolera as situações mais críticas e pode encontrar-se frequentemente nas encostas rochosas e barrancos, até 1200 m de altitude. Prefere os solos calcários.
Em 2012 vários espécimenes foram plantados em Israel e outros locais do Médio Oriente, 1500 anos após terem de lá desaparecido. Encontra-se em estado quase ameaçado no seu habitat natural.

## Recolha
A Boswellia sacra é uma das principais Boswellia das quais se extrai o incenso. A resina é extraída praticando uma pequena incisão, não muito profunda, no tronco ou nos ramos da árvore, ou retirando uma parte da casca do mesmo. A resina escorre como uma baba leitosa que coagula em contacto com o ar e recolhe-se com as mãos. O olíbano, conhecido também como franquincenso é a resina aromática obtida da árvore Boswellia thurifera ou Boswellia sacra, e que é usado como incenso.

## Taxonomia
A Boswellia sacra foi descrita por Friedrich August Flückiger e publicada no Lehrb. Pharmak 31. 1867.
Sinonímia
- Boswellia bhaw-dajiana Birdw.
- Boswellia bhaw-dajiana var. serrulata Engl.
- Boswellia carteri Birdw.
- Boswellia carteri var. subintegra Engl.
- Boswellia carteri var. undulatocrenata Engl.
- Boswellia undulatocrenata (Engl.) Engl.[5]

## Galeria

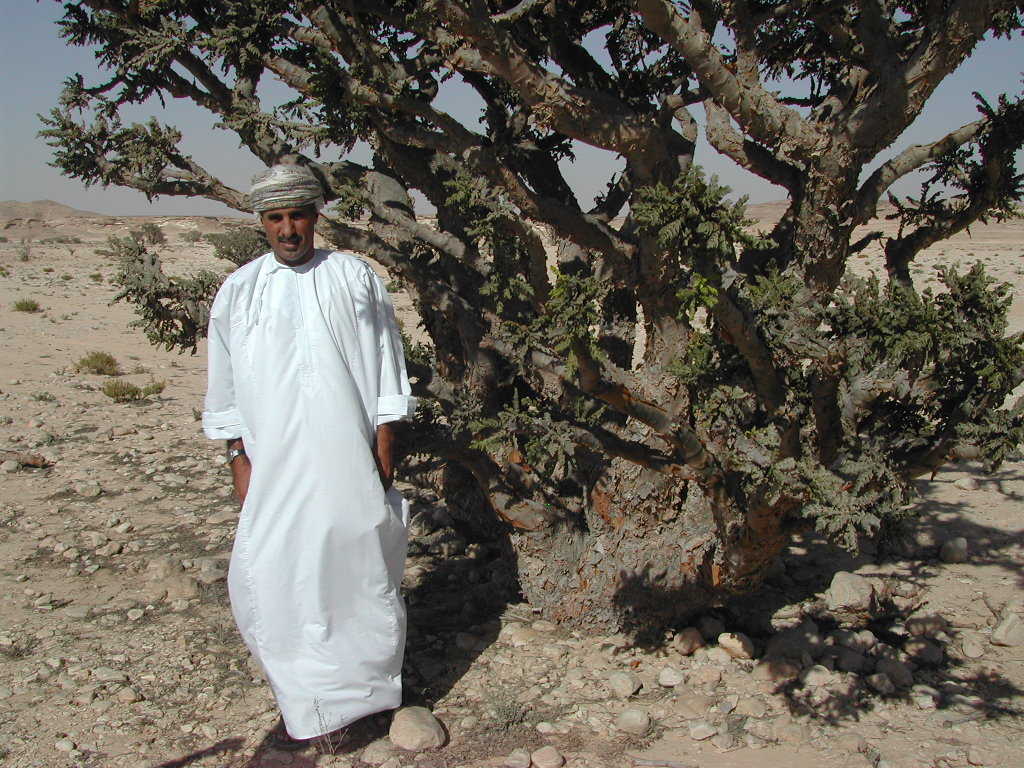
Árvore do incenso em Omã
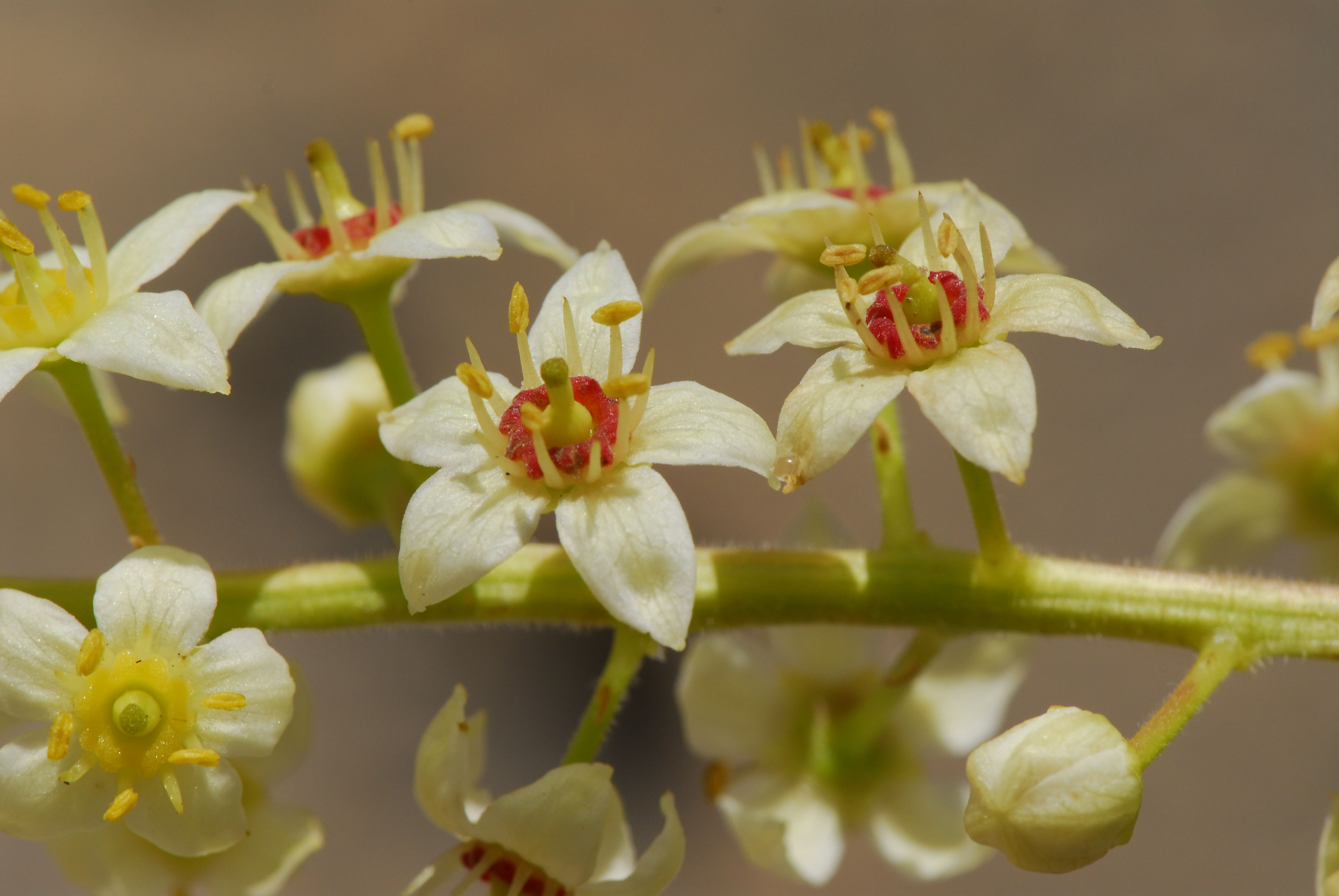
O mel das suas flores é muito apreciado
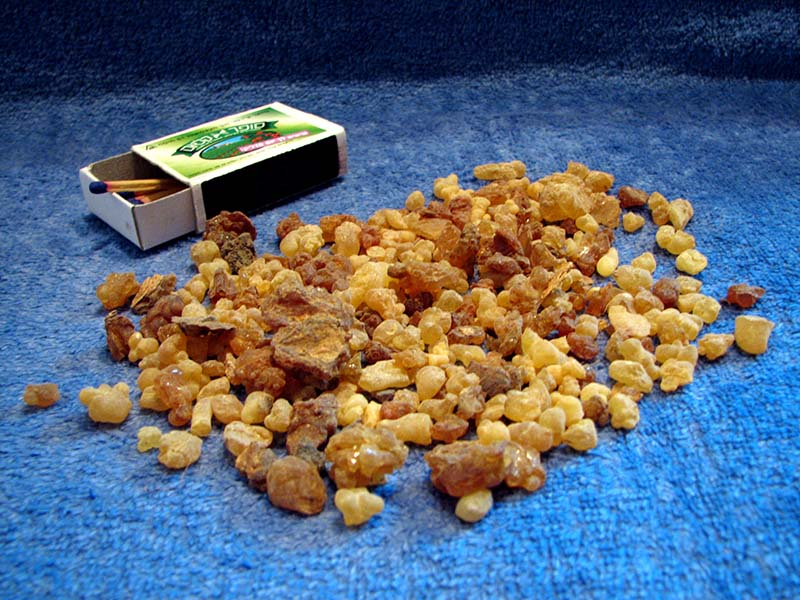
Lascas de resina seca
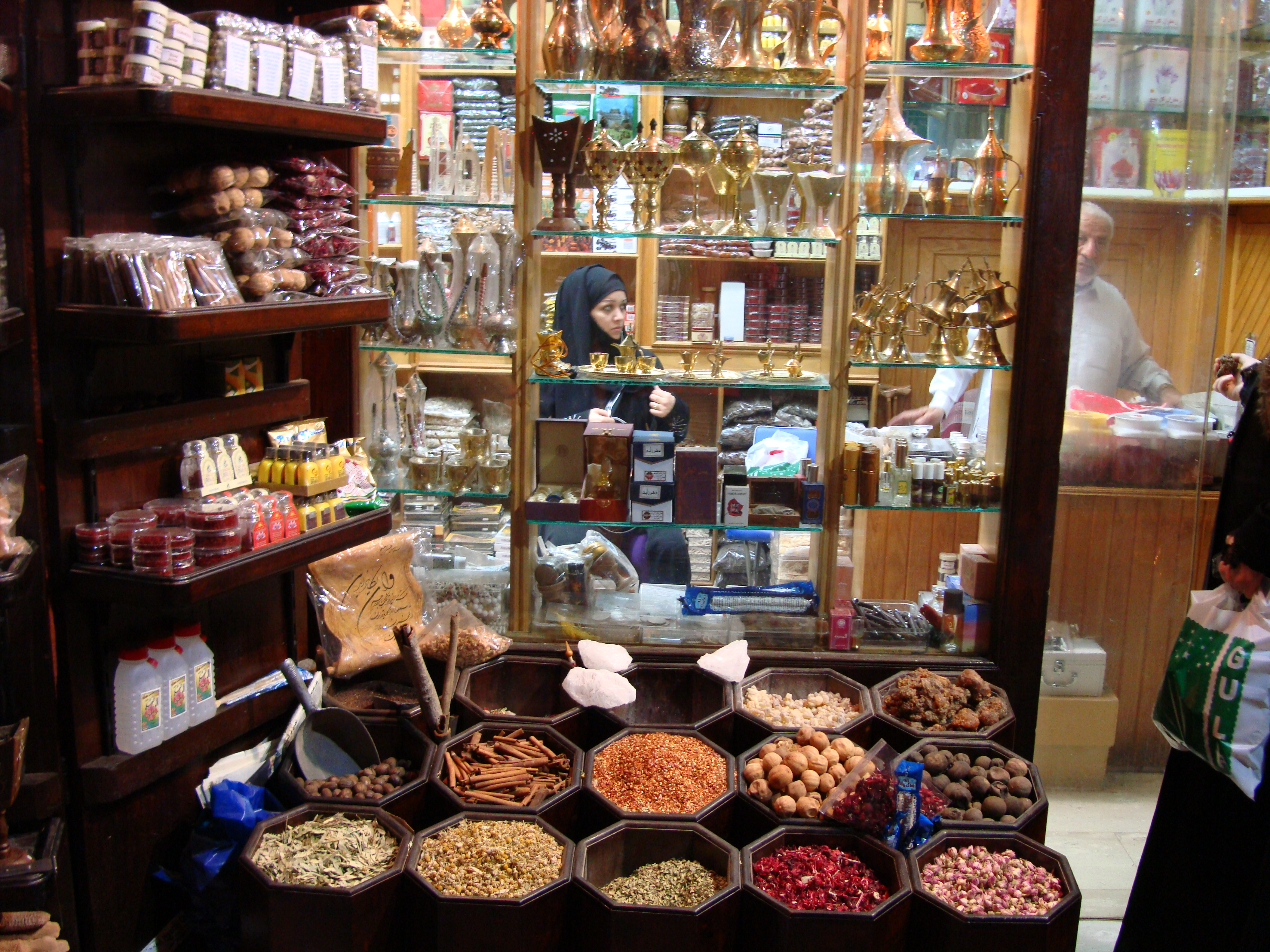
Incenso de Boswellia sacra à venda no Médio Oriente